# NGC 3178
NGC 3178 (другие обозначения — MCG -3-26-34, PGC 29980) — спиральная галактика (Sc) в созвездии Гидра.
Этот объект входит в число перечисленных в оригинальной редакции «Нового общего каталога».
В галактике вспыхнула сверхновая SN 2011dd типа IIP, её пиковая видимая звездная величина составила 15,8.